# 282 Clorinde
A 282 Clorinde a Naprendszer kisbolygóövében található aszteroida. Auguste Charlois fedezte fel 1889. január 28-án.